# Maurice Joly
Pour les articles homonymes, voir Joly.
Maurice Joly, né à Lons-le-Saunier (France) le 22 septembre 1829 et mort à Paris le 15 juillet 1878, était un avocat du barreau de Paris, journaliste et écrivain français.

## Biographie
Maurice Joly est un élève particulièrement indiscipliné qui est successivement exclu des collèges de Lons-le-Saunier, Dole, Dijon, Chalons puis Besançon. Il obtient malgré tout son diplôme de bachelier ès-lettres à Dijon. Il fait des études de droit qu'il interrompt en 1849 pour aller à Paris.
Il est attaché au ministère de l’Intérieur puis employé expéditionnaire au ministère d’Etat de 1851 à 1858. Il reprend alors ses études de droit et obtient le diplôme d'avocat en 1860. Pour se faire connaître, il tient des conférences publiques puis rédige des brochures politiques plutôt conciliantes avec le régime impérial.
En 1861, il publie "César", un pamphlet attaquant frontalement Napoléon III, de 32 pages, édité par Martin-Beaupré frères, qui lui vaut la prison.
En 1862, il participe régulièrement aux conférences des avocats organisés par le barreau de Paris. Il rédige également des portraits de célèbres confrères sous les traits de figures historiques (Gorgias, Laërte) qui sont publiés par le Figaro à la fin de l’année 1862 puis rassemblés dans un recueil, Le Barreau de Paris, l’année suivante.
En 1864, pour tenter d'échapper à la censure, il publie en Belgique un Dialogue aux enfers entre Machiavel et Montesquieu, dénonçant indirectement Napoléon III. Le livre franchit la frontière et Joly est inculpé le 27 mars 1865 pour « excitation à la haine et au mépris du gouvernement » ; il est condamné par le tribunal correctionnel de la Seine à 15 mois de détention. Il est donc enfermé à la prison Sainte-Pélagie de février 1866 à mai 1867.
En juin 1867, le jour de la visite de l'empereur Alexandre II de Russie à l’occasion de l'Exposition universelle, Charles Floquet a prononcé « Vive la Pologne » (et seulement ces mots), mais c’est Maurice Joly qui crie de sa voix de stentor, quand le tsar se retourne : « Oui, vive la Pologne, monsieur ! ». Cet incident manque de brouiller la France avec le tsar,.
Auréolé de son statut d’opposant au régime, il rassemble des fonds venus de toutes les oppositions pour créer un journal Le Palais, journal de critique judiciaire, politique et littéraire qui ne compte que 63 numéros car Maurice Joly s’est battu en duel avec son principal collaborateur Edouard Laferrière.
Perdant le soutien de son confrère jurassien Jules Grévy, il ne peut se présenter aux élections législatives de 1869 dans le Jura. Désireux d’avoir des responsabilités politiques pendant la Commune, il n’obtient rien. Il est, pendant le siège de la capitale, l’un des porte-paroles de la population parisienne contre le Gouvernement de la Défense nationale. Lors du soulèvement du 31 octobre 1870, à l’Hôtel-de-Ville de Paris, il prend à partie le gouvernement dont Jules Favre et  Jules Ferry. Emprisonné pendant 10 jours, il en profite pour écrire une courte autobiographie mais perd le peu de crédit qui lui restait dans le camp républicain.
Étrangement, il soutient Charles de Rémusat contre Désiré Barodet à l’élection législative à Paris en avril 1873. Il se réfugie alors dans l’écriture, la tenue de conférences et les procès aux organes de presse qui le critiquent. En octobre 1877, il monte de toutes pièces un « comité indépendant » pour faire trébucher son vieil ennemi Jules Grévy, candidat à l’élection législative dans le 9e arrondissement.
Il est retrouvé mort le 15 juillet 1878 à son domicile du 5 quai Voltaire à Paris, et son décès demeure un mystère, puisque l'on ne sait pas s'il s'agit d'un suicide ou d'un assassinat.

## Dialogue aux enfers entre Machiavel et Montesquieu
Dans le Dialogue aux enfers entre Machiavel et Montesquieu, Maurice Joly décrit – sous couvert d'une discussion philosophique sur les fins de la politique – comment Napoléon III a manipulé les milieux économiques, la presse, l'opinion publique, les syndicats, les milieux ouvriers, le peuple, etc., pour établir les bases solides d'un pouvoir qu'on pourrait qualifier de totalitaire. Selon l'auteur, l'empereur a fait du peuple français un peuple d'esclaves, oublieux de sa liberté et consentant à tous les asservissements.

« C'est que vous ne connaissez pas… ce qu'il y a d'impuissance et même de niaiserie chez la plupart des hommes de la démagogie européenne. Ces tigres ont des âmes de mouton, des têtes pleines de vent ; il suffit de parler leur langage pour pénétrer dans leur rang. Leurs idées ont presque toutes, d'ailleurs, des affinités incroyables avec les doctrines du pouvoir absolu. Leur rêve est l'absorption des individus, dans une unité symbolique. Ils demandent la réalisation complète de l'égalité, par la vertu d'un pouvoir qui ne peut être en définitive que dans la main d'un seul homme. Vous voyez que je suis encore ici le chef de leur école ! Et puis il faut dire qu'ils n'ont pas le choix. Les sociétés secrètes existeront dans les conditions que je viens de dire ou elles n'existeront pas. »

— Machiavel, dans Maurice Joly, Dialogue aux enfers entre Machiavel et Montesquieu (1864).
Les Protocoles des Sages de Sion, ouvrage antisémite ayant eu une grande influence, reposent en partie sur un plagiat du Dialogue aux enfers. Créés dans un but de propagande par la police politique russe, ils en reprennent notamment des passages sur la nature humaine et les moyens de manipuler les masses — par l'attrait de l'argent, de la liberté et du pouvoir notamment - en donnant corps à l'idée d'un prétendu complot juif international.

## Œuvres

### Livres
- Le Barreau de Paris, études politiques et littéraires, Paris, Gosselin, 1863.
- Dialogue aux enfers entre Machiavel et Montesquieu [signé : « Par un contemporain »], Bruxelles, A. Mertens et fils, 1864 ; rééd. Bruxelles 1868 (2e édition sans nom d'auteur) ; rééd. Bruxelles 1868 (3e édition, dont l'impression et la pagination sont différentes de la 2e, avec le nom de l'auteur et la mention de sa condamnation) ; Paris, Calmann-Lévy, « Liberté de l'esprit » 1948 puis, avec une préface de Jean-François Revel, 1968 ; rééd. Allia, 1987.
- Recherches sur l'art de parvenir, [signé : « Par un contemporain »], Paris, Amyot, 1868 ; rééd. Allia, 1992.
- Les Affamés, étude de mœurs contemporaines, Paris, E. Dentu, 1876.

### Brochures
- Des contrats et des obligations conventionnelles en général (thèse pour la licence), 1860.
- La Question brûlante, Paris, Dumineray, 1861.
- Sur l'adresse du corps législatif, Paris, Dumineray, 1861.
- M. Dufaure, étude biographique, Paris, Ernest Meyer, 1862.
- Lettre qui n'a pu être insérée dans les journaux du département [du Jura]. A M. le comte de Broissia, maire d'Arbois, 2 décembre 1863.
- Supplément à la géographie politique du Jura, 19 juin 1864.
- César, Paris, Martin-Beaupré frères, 1865.
- Les Principes de 89, Paris, Dentu, 1865.
- A M. Jules Grévy. Au sujet des élections législatives dans le Jura, 9 mai 1869.
- Maurice Joly, son passé, son programme, par lui-même, Paris, Lacroix, Verboeckhoven, 1870.
- Le Tiers-parti républicain, Paris, E. Dentu, 1872.

### Affiches
- Discours sur la Commune de Paris, octobre 1870.
- Démenti aux assertions de plusieurs journaux relativement au rôle joué dans la manifestation du 31 octobre 1870.
- Aux électeurs de la Seine, février 1871.